# Prova de puntuació
En estadístiques, la prova de puntuació avalua les restriccions dels paràmetres estadístics en funció del gradient de la funció de probabilitat, coneguda com a puntuació, avaluada al valor del paràmetre hipotetitzat sota la hipòtesi nul·la. Intuïtivament, si l'estimador restringit està a prop del màxim de la funció de versemblança, la puntuació no hauria de diferir de zero en més de l'error de mostreig. Tot i que les distribucions de mostres finites de les proves de puntuació són generalment desconegudes, tenen una distribució asimptòtica χ2 sota la hipòtesi nul·la com va demostrar CR Rao el 1948, un fet que es pot utilitzar per determinar la significació estadística.

Com funcionen les tres proves (ràtio de probabilitat, Wald, prova de puntuació). Generat després del llibre de Fox, J. (1997) Anàlisi de regressió aplicada, models lineals i mètodes relacionats.

Com que la maximització de funcions subjecta a restriccions d'igualtat es fa més convenientment utilitzant una expressió de Lagrange del problema, la prova de puntuació es pot entendre de manera equivalent com una prova de la magnitud dels multiplicadors de Lagrange associats a les restriccions on, de nou, si les restriccions no són vinculant amb la màxima probabilitat, el vector dels multiplicadors de Lagrange no hauria de diferir de zero en més d'un error de mostreig. L'equivalència d'aquests dos enfocaments va ser mostrada per primera vegada per SD Silvey el 1959, que va donar lloc al nom de prova multiplicadora de Lagrange que s'ha fet servir més habitualment, particularment en econometria, des del molt citat article de 1980 de Breusch i Pagan.
El principal avantatge de la prova de puntuació respecte a la prova de Wald i la Prova de raó de versemblança és que la prova de puntuació només requereix el càlcul de l'estimador restringit. Això fa que la prova sigui factible quan l'estimació de màxima probabilitat sense restriccions és un punt límit en l'espai de paràmetres. A més, com que la prova de puntuació només requereix l'estimació de la funció de versemblança sota la hipòtesi nul·la, és menys específica que la prova de relació de probabilitat sobre la hipòtesi alternativa.

## Prova d'un sol paràmetre
Sigui {\displaystyle L} la funció de versemblança que depèn d'un paràmetre univariant {\displaystyle \theta } i deixar {\displaystyle x} siguin les dades. La puntuació {\displaystyle U(\theta )} es defineix com
{\displaystyle U(\theta )={\frac {\partial \log L(\theta \mid x)}{\partial \theta }}.}
La informació de Fisher és
{\displaystyle I(\theta )=-\operatorname {E} \left[\left.{\frac {\partial ^{2}}{\partial \theta ^{2}}}\log f(X;\theta )\,\right|\,\theta \right]\,,}
on ƒ és la densitat de probabilitat.
L'estadística a provar {\displaystyle {\mathcal {H}}_{0}:\theta =\theta _{0}} és {\displaystyle S(\theta _{0})={\frac {U(\theta _{0})^{2}}{I(\theta _{0})}}}
que té una distribució asimptòtica de {\displaystyle \chi _{1}^{2}}, Quan {\displaystyle {\mathcal {H}}_{0}} és cert. Tot i que és asimptòticament idèntic, calcular l'estadística LM mitjançant l'estimador de producte del gradient exterior de la matriu d'informació de Fisher pot provocar un biaix en mostres petites.